# Zwykła materia

Szacowany podział masy-energii Wszechświata:
zaledwie 4,9% to zwykła materia,
26,8% to ciemna materia,
68,3% to ciemna energia

Zwykła materia – rodzaj materii barionowej, materia zbudowana z atomów pierwiastków chemicznych lub ich jonów, stanowiąca, jak się szacuje na podstawie analiz astrofizycznych, ok. 4,9% gęstości masy-energii Wszechświata. Atomy i jony składają się z elektronów (ładunek –1) i jąder o określonej liczbie nukleonów – protonów (ładunek +1) i neutronów (ładunek 0). Nukleony są barionami zbudowanymi z trzech kwarków. W przypadku neutronu i protonu są to tylko kwarki u i d.